# Transit (système de positionnement par satellites)
Pour les articles homonymes, voir Transit.

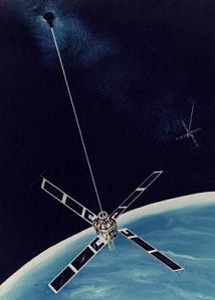
Vue d'artiste d'un satellite Transit-O utilisé par le système Transit dans sa configuration opérationnelle. On distingue la longue perche terminé par une masse qui permet de stabiliser l'orientation du satellite.

Transit est le premier système de positionnement par satellites au monde, mis au point pour la marine de guerre des États-Unis. Il est développé dans le contexte de la guerre froide par le laboratoire Applied Physics Laboratory de l'université Johns-Hopkins en 1958. Il devient opérationnel en 1964. Il sera remplacé en 1996 par le NAVSTAR (GPS).
Le système Transit repose sur l'exploitation de l'effet Doppler de signaux radio émis par des satellites de petite taille (une cinquantaine de kilogrammes) circulant sur une orbite polaire et stabilisés par gradient de gravité. La constellation de satellites Transit compte quatre satellites dans sa configuration opérationnelle. Une fois un des satellites en vue, soit en général après une attente de l'ordre de l'heure, le récepteur Transit parvenait à calculer dans un délai d'une quinzaine de minutes la position avec une précision d'environ 200 mètres.
Le système est développé initialement pour obtenir une frappe précise des missiles Polaris embarqués à bord des sous-marins nucléaires lanceurs d'engins américains. Dès 1967 son utilisation se généralise à bord des navires civils américains comme étrangers et une centaine de milliers de récepteurs Transit étaient en fonctionnement au début des années 1990.

## Contexte

### Les systèmes de radionavigation existants dans les années 1950
À l'époque du développement du système Transit dans les années 1950, les navires et les avions utilisent pour déterminer leur position d'une part des systèmes optiques (sextant) d'autre part des systèmes terrestres de radionavigation, comme le DECCA, le LORAN (LOng RAnge Navigation) et l’Oméga. Certains de ces systèmes sont encore opérationnels en 2021, particulièrement en aéronautique, en raison de leur fiabilité et de leur précision locale, comme le VOR (VHF Omnidirectional Range), le DME, le TACAN (TACtical Air Navigation), l’ILS ou l’ADF. Tous ces systèmes utilisent un réseau de stations terrestres qui émettent un signal radio. En analysant le signal de plusieurs stations émettrices, le système de radionavigation détermine la position. Mais ces systèmes présentent les inconvénients suivants :
- une couverture très partielle. Chaque station a une portée limitée du fait de la rotondité de la Terre et de l’affaiblissement du signal. Il faut disposer d'un réseau dense de stations. Pour des raisons financières et techniques (océans) la couverture se limite aux régions continentales ou proches des côtes où le nombre d'utilisateurs est suffisamment important ;
- une précision réduite lorsqu'on s'éloigne des stations ou lorsque les conditions de propagation des ondes sont mauvaises.

### Découverte d'une application de l'effet Doppler dans le domaine spatial
Le principe utilisé par le système de navigation par satellite Transit est élaboré en 1957 par les ingénieurs et chercheurs de Applied Physics Laboratory (APL) à l'université Johns-Hopkins. Ceux-ci, en analysant les signaux radios émis par le premier satellite artificiel Spoutnik 1 (1957) sur 20,001 MHz, découvrent qu'ils peuvent déterminer avec précision l'orbite du satellite en mesurant l'effet Doppler sur le signal reçu découlant de la progression du satellite sur son orbite. Avec un récepteur radio muni d'une simple antenne filaire de deux mètres ils mesurent avec précision les fluctuations du signal radio qui oscille de 500 Hz de part et d'autre de sa fréquence nominale. Durant les trois mois de fonctionnement de l'émetteur de Spoutnik 1, les ingénieurs travaillent sur les formules de calcul en se faisant aider notamment par l'équipe du programme Vanguard plus au fait des problèmes soulevés par la navigation spatiale (irrégularités du champ de gravité terrestre, ...). En utilisant un ordinateur Univac 1200F tout juste acquis (il s'agissait d'un des premiers ordinateurs commercialisés), les ingénieurs parviennent à déterminer avec une bonne précision les six paramètres orbitaux du satellite ainsi que les trois autres variables interférant avec ce calcul (réfraction ionosphérique, fréquence de l'oscillateur de l'émetteur du satellite et sa dérive de fréquence) en analysant le signal émis sur une portion de l'orbite d'horizon à horizon.

### Élaboration des principes du système de navigation Transit
À l'époque le laboratoire APL participe également aux travaux sur les systèmes de guidage des missiles balistiques intercontinentaux Polaris embarqués à bord des sous-marins nucléaires lanceurs d'engins (le premier d'entre eux, l'USS George Washington, est lancé en 1957). Dans le contexte de la guerre froide qui oppose Union soviétique et États-Unis, la crédibilité en tant qu'arme des missiles balistiques intercontinentaux est devenue un élément essentiel de la paix armée qui s'est installée. Pour que le missile atteigne sa cible avec suffisamment de précision, il faut que la position du sous-marin, qui constitue sa plateforme de lancement, soit connue avec une erreur inférieure à une centaine de mètres. Mais il n'existe à l'époque aucun système de navigation capable d'une telle précision. En s'inspirant de leurs travaux sur Spoutnik, les ingénieurs de l'APL définissent en quelques jours en mars 1958 les caractéristiques d'un système de navigation capable de fournir une position avec une précision suffisante aux sous-marins avec une couverture géographique suffisamment étendue. Pour cela ils proposent d'inverser le processus utilisé pour calculer l'orbite de Spoutnik. En mettant en orbite des satellites dont l'orbite est connue et qui émettent dans deux fréquences choisies (pour déterminer le réfraction ionosphérique), un équipement installé à bord d'un engin mobile (sous-marin ou autre) comprenant un récepteur avec une antenne très simple car non directionnelle et un ordinateur chargé de calculer la position à partir du signal peut déterminer sa position à l'aide des éphémérides du satellite et de la mesure de l'effet Doppler.

### Naissance de l'activité spatiale du laboratoire APL
Le laboratoire APL a été créé en 1942 à l'initiative du gouvernement américain pour favoriser le développement des technologies nécessaires à l'effort de guerre en créant des passerelles entre les universités et l'industrie. APL développe à cette époque la fusée de proximité qui permet d'améliorer l'efficacité de la lutte antiaérienne. Le laboratoire conserve après guerre son ancrage dans le domaine militaire. Le développement d'un système de navigation reposant sur des satellites est vu par le laboratoire comme une opportunité pour pénétrer sur le marché du spatial qui vient tout juste de s'ouvrir mais qui est en forte croissance. APL joue toujours en 2021 un rôle important dans le domaine spatial avec la responsabilité de plusieurs missions spatiales de premier plan comme Europa Clipper ou Dragonfly.

## Historique du programme Transit

### Définition du besoin par la Marine de guerre américaine
Le développement du système Transit veut répondre au besoin de la Marine de guerre américaine qui souhaite disposer d'un équipement permettant à ses sous-marins de déterminer leur position plusieurs fois par jour avec une précision d'environ 200 mètres. Ce besoin est affiné par la suite de la manière suivante. La durée d'attente moyenne avant la réception d'un signal de satellite doit être inférieure à 4 heures lorsque le sous-marin se situe entre les latitudes 15 et 75°. Ce délai ne doit dépasser 8 heures que dans 5% des cas et l'intervalle le plus long ne doit pas être supérieur à 24 heures. La précision de la position calculée doit être inférieure à 100 mètres. L'heure associée à la position doit être fournie avec une précision inférieure à 200 microsecondes. La fiabilité du système doit être de 97%.

### Lancement du projet
La description du système, baptisé Transit, proposé par l'APL, un document de 50 pages rédigé en 17 jours, est remis à l'US Navy au printemps 1958. Le développement est durant la première année financé par l'agence de recherche militaire DARPA car l'US Navy ne veut pas reconnaitre le manque de précision des systèmes de navigation qu'elle envisage à l'époque (le système de navigation Oméga avec en secours le Loran C qui reposent sur l'analyse d'ondes radio émises par des systèmes terrestres). Transit est toutefois un système complexe et la DARPA demande une estimation du temps moyen de fonctionnement avant panne. Celui-ci est évalué à deux semaines. Malgré cette valeur très faible le développement est poursuivi car le bureau des programmes de la Navy estime que le potentiel de Transit (précision, couverture) l'emporte largement sur les systèmes Omega et Loran C. Le développement du système est planifié par l'APL avec une phase expérimentale qui s'achèvera fin 1966 et une phase opérationnelle.

### Mise au point du segment spatial

#### Premiers prototypes de satellites

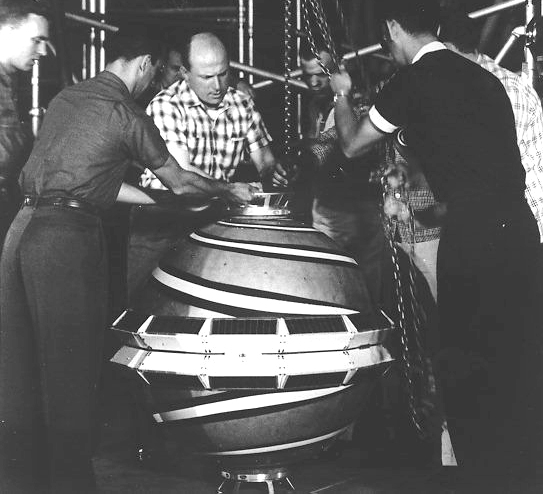
Prototype Transit-1A.

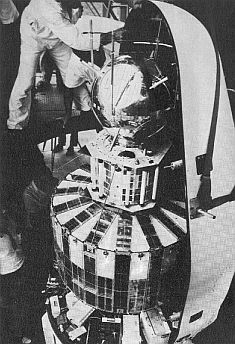
Prototype Transit-4A (cylindrique à la base) surmonté des satellites Injun-1 et Solrad-3.

La première phase du développement de Transit comprend la mise au point du segment spatial avec le lancement de plusieurs satellites expérimentaux destinés à tester chacun des équipements embarqués. Le projet se déroule au tout début de l'ère spatiale (le premier satellite artificiel a été lancé deux ans plus tôt) et les technologies spatiales sont balbutiantes. Un premier satellite, Transit-1A, est lancé le 17 septembre 1959, mais le lanceur ne parvient pas à le placer en orbite. Le lancement de Transit-1B le 13 avril 1960 est un succès et le satellite fonctionne durant 89 jours. Il est utilisé pour mettre au point le processus de correction de la réfraction ionosphérique par émission de l'onde radio sur deux fréquences ainsi qu'un système de stabilisation de l'orientation provisoire. A l'époque les satellites sont uniquement stabilisés par rotation car c'est la méthode la plus simple et la seule au point. Mais la mesure de l'effet Doppler nécessite que l'orientation du satellite soit fixe car tout mouvement vient modifier l'effet Doppler. La solution serait d'utiliser des petits moteurs de contrôle d'attitude pour corriger tout déviation mais cette technique est incompatible avec la durée de fonctionnement de cinq ans souhaitée car elle nécessite l'emport d'une grande quantité d'ergols. Le système utilisé provisoirement sur ces prototypes repose sur des aimants qui interagissent avec le champ magnétique terrestre. Pour le système Transit opérationnel, APL décide de tester le système de stabilisation par gradient de gravité jamais testé jusque là mais dont l'efficacité est contestée par ses détracteurs qui lui oppose l'irrégularité du champ de gravité terrestre. Le satellite expérimental TRAAC (Transit Research and Attitude Control) est développé et lancé pour tester cette technique. Le satellite Transit 2A similaire à Transit 1B est lancé le 22 juin 1960 et fonctionne durant deux ans. Transit 3B, lancé le 21 février 1961, permet de tester la réception des éphémérides dans une mémoire embarquée d'une capacité de 384 bits et l'émission par le satellite de ces éphémérides vers le récepteur par modulation de la fréquence. Jusque là les satellites lancés étaient sphériques. Les satellites Transit 4A et 4B lancés respectivement le 29 juin et le 15 nombre 1961 sont cylindriques ce qui permet d'ajouter des cellules solaires et de disposer de plus d'énergie. Les deux satellites sont utilisés pour mesurer les variations du champ gravitationnel terrestre et d'affiner la position des continents et des îles. On découvre à cette occasion que la position officielle d'Hawaï comporte une erreur de un kilomètre.

#### Mise au point des satellites opérationnels

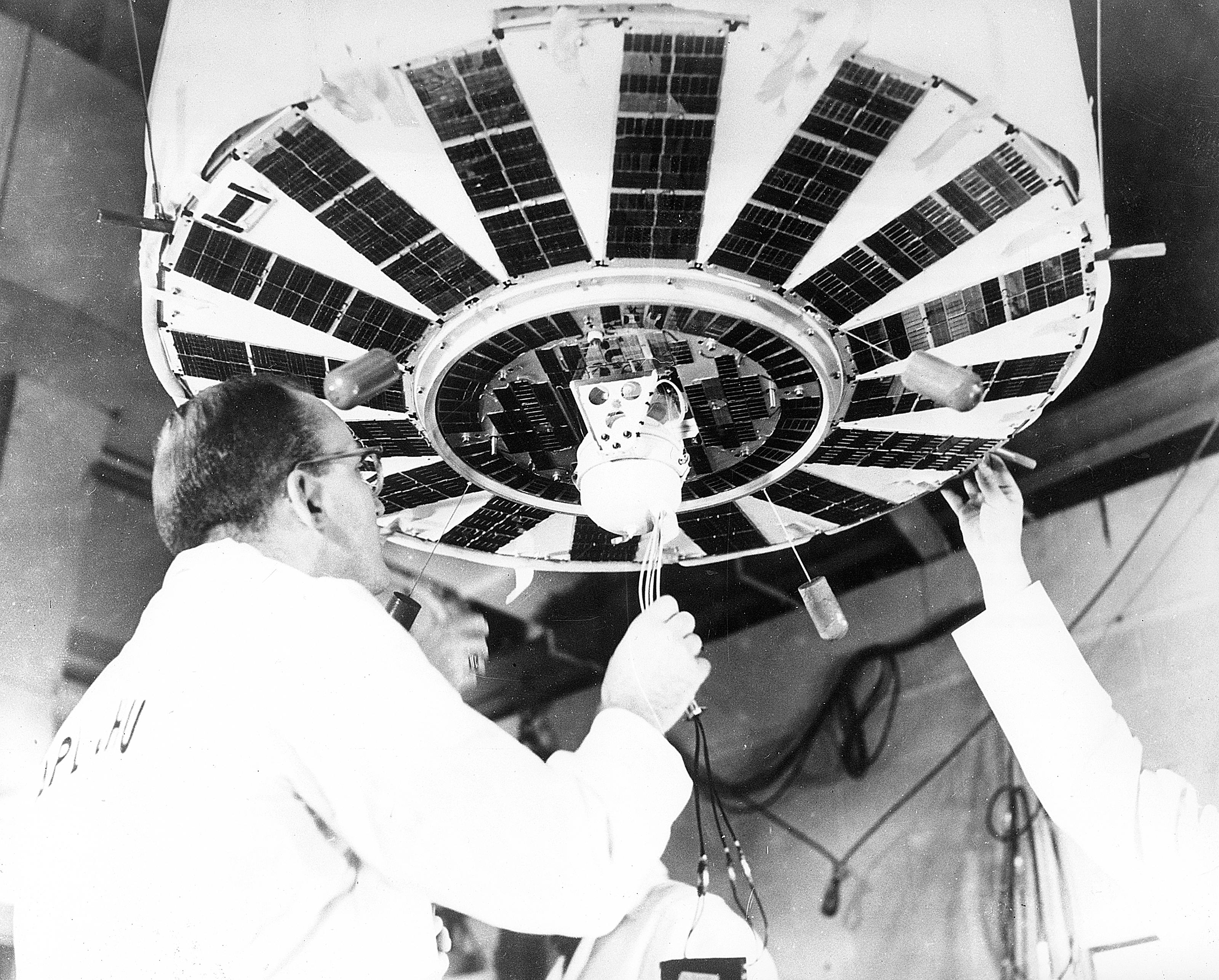
Assemblage d'un satellite pré-opérationnel Transit 5B équipé d'un Générateur thermoélectrique à radioisotope SNAP 9A.

Une deuxième phase expérimentale débute dans le but de mettre au point des satellites opérationnels. Le lanceur léger Scout est choisi pour lancer les satellites Transit pré-opérationnels, car son cout est plus faible que celui des Thor Ablestars utilisées jusque là. Mais dans la version disponible à l'époque cette fusée ne peut lancer que des satellites dont la masse ne dépasse pas 60 kg alors que les premiers prototypes dépassaient 100 kg. Par ailleurs ses étages à propergol solide génèrent de fortes vibrations qui nécessitent de revoir les composants les plus fragiles. Ces contraintes retardent le développement du premier satellite pré-opérationnel. Transit 5A-1 est lancé sur une orbite polaire le 18 décembre 1962. Il teste de nouvelles techniques de déploiement des panneaux solaires et de séparation du satellite avec sa fusée. Transit 5A-3, placé en orbite le 15 juin, teste un nouveau système de production d'énergie qui doit pallier des anomalies détectées sur le vol précédent. Un problème affecte sa mémoire et l'empêche de stocker les éphémérides. Il est toutefois le premier satellite pré-opérationnel à mettre en œuvre le système de stabilisation par gradient de gravité. Transit 5C-1, version améliorée des Transit 5A est lancé le 3 juin 1964 et fonctionne parfaitement pendant plus d'un an. Trois satellites Transit 5B ayant recours à l'énergie nucléaire (Générateur thermoélectrique à radioisotope SNAP 9A fournissant 26,8 watts) sont lancés en 1963-1964 et cette source d'énergie produit d'excellents résultats. Trois autres satellites Transit 5E sont placés en orbite durant la même période et collectent des données sur l'environnement spatial de l'orbite des futurs satellites opérationnels (particules énergiques chargées, champs magnétiques, spectre électromagnétique du Soleil, données géodésiques).

### Le système opérationnel
Le premier satellite destiné à tester l'ensemble du système opérationnel est le Transit 5BN-1 équipé d'un RTG SNAP et lancé le 28 septembre 1963. Mais il est victime d'anomalies qui ne lui permettent pas de fournir le service attendu. Transit 5BN-2 lancé le 5 décembre 1963 est utilisé par les unités de surface et sous-marine de la Navy de manière régulière jusqu'en novembre 1964. Il est décidé d'abandonner pour les satellites suivants les RTG SNAP pour des raisons de cout mais également parce que chaque lancement d'un satellite utilisant l'énergie nucléaire nécessite d'obtenir un accord spécifique.
La fabrication des satellites opérationnels baptisés Oscar (en alphabet phonétique Oscar désigne le O qui est choisi en référence à leur statut : operationnal) est confiée à l'établissement NAFI (Naval Avionics Facility at Indianapolis) de la Navy. Mais les premiers satellites (Oscar 1,2,3,5,7) tombent en panne quelques jours après leur lancement et la Navy décide de confier à l'APL la révision des Oscar 4,6,8,9 et 10 qui n'ont pas encore et lancés et la fabrication des satellites suivants en attendant une solution plus pérenne. La société RCA est sélectionnée pour construire les satellites Oscar 18 à Oscar 32. La durée de vie des satellites en orbite estimée à 14 mois s'avère beaucoup plus longue que prévu (supérieure en moyenne à 14 ans) et la chaine de fabrication est rapidement interrompue. Les satellites fabriqués sont stockés jusqu'à 20 ans dans des containers remplis d'azote en attendant leur lancement. Le dernier satellite Oscar est placé en orbite en 1988,.

### Programmes d'amélioration du segment spatial
Six satellites embarquant des améliorations notables sont construits par la suite : trois satellites TRIAD lancés dans les années 1970 et trois satellites NOVA qui sont les derniers satellites du système Transit placés en orbite (lancement entre 1981 et 1988). En 1969 le programme TIP (Transit Improvement Program) est créé pour améliorer les performances du système de navigation Transit. Les principaux objectifs étaient de renforcer la longévité des satellites en durcissant leur électronique contre les radiations et d'améliorer la stabilité de l'orbite afin que les éphémérides diffusées par le satellite restent identiques (ne soient pas à actualiser par les stations terrestres) durant cinq jours. Trois satellites TRIAD sont construits pour mettre au point et tester ces améliorations. Celles-ci comprennent le système DISCOS (Disturbance Compensation System) chargé d'annuler les forces de trainée produites par l'atmosphère résiduelle en utilisant comme détecteur une masselotte suspendue et un moteur à plasma pulsé ainsi qu'une électronique durcie et plus compacte. Les autres améliorations sont l'ajout d'un des premiers ordinateurs embarqués sur satellite doté d'une mémoire de 64 kilobits, un oscillateur plus stable, une antenne hélice quadrifilaire. Un système de propulsion à ergols liquides utilisant de l'hydrazine était destiné à corriger l'orbite initiale de manière qu'elle soit exactement polaire et éviter la rotation du plan orbital qui aurait réduit la couverture de la constellation. Les tests effectués avec les satellites TRIAD permettent de valider le fonctionnement du système de compensation de trainée qui permet désormais de déterminer l'orbite pour les 60 jours suivants.
En 1977 un nouveau programme d'amélioration des satellites débouche sur la construction de trois satellites NOVA. Ceux-ci reprennent les améliorations des satellites TRIAD auxquelles s'ajoutent un système d'amortissement des mouvements à l'aide d'un aimant et le renforcement de la perche du système de stabilisation par gradient de gravité.

### Arrêt du système Transit
Le système de navigation par satellite Transit est arrêté depuis le 31 décembre 1996 lorsqu'il est remplacé par le système NAVSTAR (GPS). Les satellites encore opérationnels sont utilisés dans le cadre du programme Navy Ionospheric Monitoring System destiné à effectuer des mesures de l'ionosphère. Le satellite Transit-O 22, qui n'avait pas été lancé est volontairement détruit au sol dans le cadre d'une expérience visant à mesurer les conséquences d'un impact en orbite (programme SOCIT Satellite Orbital debris Characterization Impact Test).

## Fonctionnement

### Composants du système de navigation Transit
Le fonctionnement du système de navigation par satellite Transit repose sur une constellation de satellites, des récepteurs Transit permettant aux utilisateurs de déterminer leur position à partir des signaux émis par les satellites, une station de contrôle chargée de gérer la flotte de satellites, des stations de poursuite qui mesurent l'orbite des satellites, un centre de calcul qui détermine leur orbite future à partir notamment des caractéristiques du champ gravitationnel terrestre et des stations d'injection qui transmettent quotidiennement les éphémérides de leurs orbites aux satellites.

### Principes de fonctionnement
Pour déterminer sa position l'utilisateur utilise son récepteur Transit pour capter le signal radio du premier satellite qui traverse le ciel. La fréquence de l'onde radio émise est décalée par l'effet Doppler généré par le déplacement rapide du satellite. Ce décalage est proportionnel à la composante de la vitesse du satellite sur la ligne reliant le récepteur et le satellite (aussi ,si le satellite a une trajectoire perpendiculaire à cet axe, il n'y a pas d'effet Doppler). Plusieurs mesures du décalage de fréquence sont effectuées durant la traversée du ciel par le satellite sur une période d'une quinzaine de minutes. Le satellite transmet avec son signal radio ses paramètres orbitaux qui permettent de reconstituer avec exactitude sur cette période sa trajectoire et sa vitesse. Avec ces éléments et les différentes mesures de vitesse effectuées via l'effet Doppler, l'ordinateur du récepteur Transit parvient à déterminer la position du mobile. La précision de cette position dépend de plusieurs facteurs : la précision de la position/vitesse de l'orbite fournie par le satellite, la synchronisation de l'horloge des émetteurs et récepteurs radio, la stabilité de la fréquence de l'émetteur radio du satellite, la qualité de la mesure des perturbations de fréquence résultant de la traversée par les ondes radio des couches de l'atmosphère ionisées (ionosphère) et l'erreur de distance induite par la vapeur d'eau présente dans les couches basses (troposphère),.
Au fil du temps tous les facteurs contribuant à la précision de la mesure sont améliorés. Le satellite ne dispose pas d'équipements permettant de déterminer son orbite. Celle-ci est déterminée à l'avance par un centre de calcul à Terre et stockée à bord du satellite. Elle est calculée à partir de l'orbite connue en utilisant un modèle du champ gravitationnel terrestre et en prenant en compte les différents phénomènes perturbateurs (trainée de l'atmosphère résiduelle, pression de rayonnement des photos solaires). Mais le champ gravitationnel terrestre présente de grandes irrégularités qui sont mal modélisées à la fin des années 1950. Les modèles géodésiques s'affinent progressivement au cours des années 1960/1970 et l'erreur d'altitude passe de plus de 1000 mètres en 1960 à quelques mètres au milieu des années 1970 (modèle géodésique WGS72). La modélisation de la trainée due à l'atmosphère résiduelle progresse durant la même période. En effet la densité de cette atmosphère varie fortement en fonction de l'heure de la journée, de la latitude, de la longitude et de l'activité solaire,.

### Segment spatial
Le segment spatial comprend dans sa configuration de fonctionnement normale quatre satellites circulant sur des orbites polaires  quasi circulaires (altitude = ~900 x 1000 km et inclinaison orbitale = ~90°) dans des plans orbitaux régulièrement espacés de manière qu'un récepteur situé n'importe où à la surface de la Terre puisse capter le signal radio émis dans un délai inférieur à quelques heures. La taille de la constellation peut évoluer et la fin des années 1980 la constellation Transit comprenait 7 à 8 satellites opérationnels et 4 à 5 satellites en réserve.
Chaque satellite émet un signal radio sur deux longueurs d'onde (150 et 400 MHz) qui inclut les paramètres de son orbite actuelle et prévue (éphémérides). L'utilisateur du système dispose d'un récepteur Transit qui effectue au moment du passage d'un satellite au-dessus de l'horizon trois mesures successives de l'effet Doppler sur les signaux émis par le satellite. Les éphémérides transmises (exprimées dans le système géodésique WGS 72 dans les années 1980) permettent de déterminer la position précise du satellite au moment de l'émission des signaux radio. En combinant cette information avec les mesures de l'effet Doppler, l'ordinateur qui équipe le récepteur permet de déterminer la position de l'utilisateur. La précision de la position est, au début du fonctionnement du système de l'ordre de 1 km, puis avec les améliorations des modèles géodésiques devient en 1973 inférieure à 185 m. Dans la configuration nominale des satellites (4 satellites sur des plans orbitaux régulièrement espacés), le temps d'attente moyen avant le survol par un satellite est d'environ 2 heures (un peu supérieur aux latitudes équatoriales qu'aux latitudes moyennes) mais il peut parfois dépasser 8 heures.

### Segment terrestre

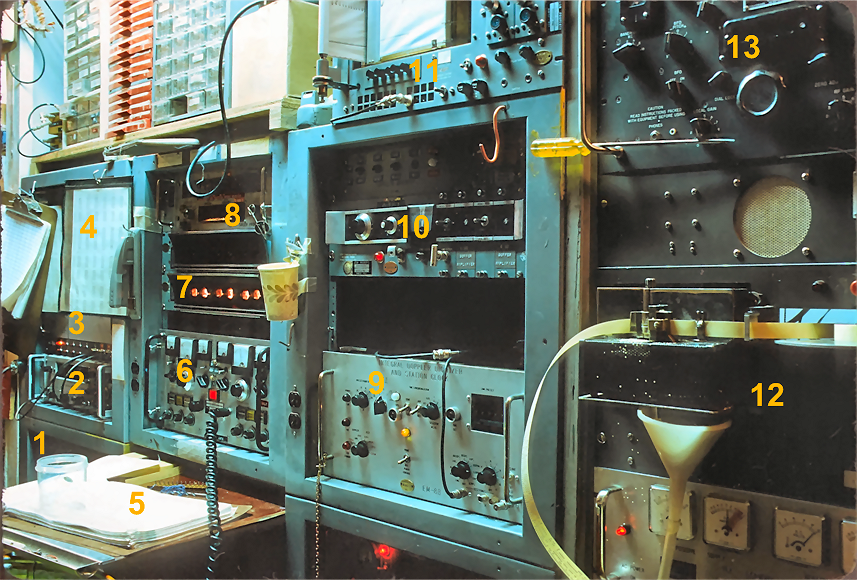
Équipements d'une station de poursuite Transit.

Le système Transit est géré par le NAVSOC (Naval Satellite Operations Center) de l'US Navy installé à Point Mugu en Californie. Celui-ci comprend un centre de contrôle des satellites et comprend un centre de calcul qui détermine l'orbite des satellites. Les stations de poursuite sont situées à Laguna Peak (près de Point Mugu), Prospect Harbor dans le Maine, à Rosemont dans le Minnesota, Wahiawa dans l'île de Hawaï, à Finegayan dans l'île de Guam (à compter de 1993) et à Falcon AFB, Colorado Springs dans le Colorado (à compter de 1988). Deux stations d'injection à Point Mugu et dans le Minnesota retransmettant les ordres aux satellites. L'Observatoire naval des États-Unis qui fournit le temps universel sur lequel est synchronisé le réseau,.

## Utilisateurs du système Transit

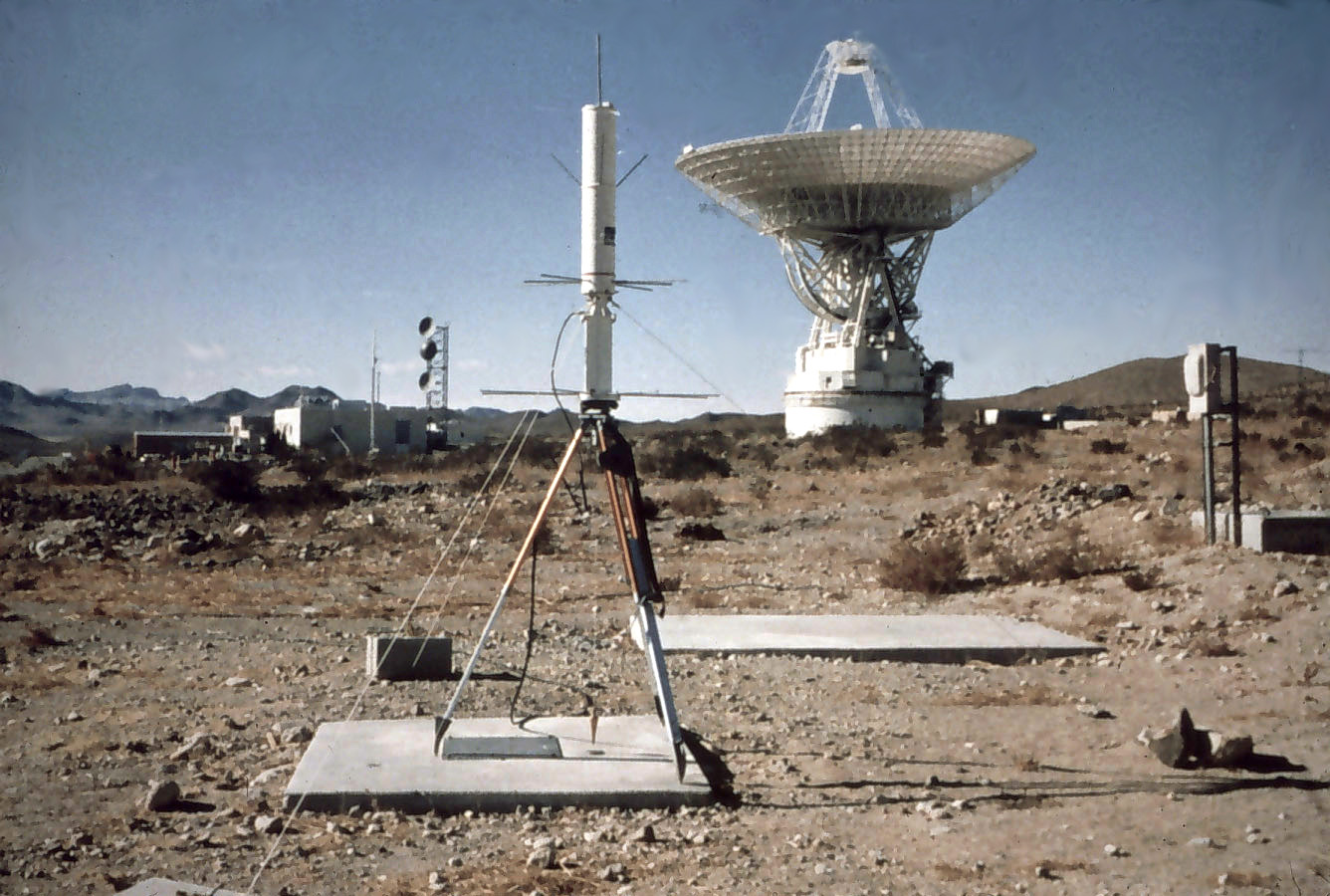
Antenne de récepteur Transit utilisé par la NOAA.

Le système de navigation par satellite Transit ne s'impose que progressivement. Il équipe les sous-marins et les porte-avions américains dès l'entrée en service opérationnel du système (1964). Les premiers utilisateurs civils sont au milieu des années 1965 les navires de recherche océanographique. Ceux-ci plébiscitent le nouveau système. En 1967 le vice-président américain Hubert Humphrey décide d'élargir l'utilisation aux navires des nations alliées pour les besoins institutionnels et commerciaux. Mais ce n’est qu'avec la mise sur le marché de récepteurs Transit à cout modéré au début des années 1972 puis avec la crise pétrolière de 1974 que l'utilisation de Transit se généralise. Les plateformes pétrolières qui ont besoin de connaitre les limites précises des gisements sont les premières à s'en équiper. En quelques années l'utilisation à des fins civiles l'emporte sur son usage militaire. Lorsque en 1990 le prix plancher des récepteurs mono canal (précision moindre) chute à 1000 US$ certains bateaux de plaisance commencent à s'équiper à leur tour (le cout d'un récepteur bi-canal était alors de 10000 US$). Vers 1990 80000 récepteurs avaient été construits depuis la mise en place du système. De nombreux récepteurs sont utilisés pour des opérations d'arpentage, par exemple la détermination des limites entre les eaux territoriales de la Norvège et de l’Écosse en mer du Nord dont les enjeux financiers se montent à des millions de US$ par mètre du fait de la présence de gisements pétroliers,.

## Caractéristiques techniques des satellites Transit
Plusieurs prototypes sont lancés entre 1959 et 1964 pour mettre au point le système de navigation et étudier différentes configurations techniques des satellites. Les satellites opérationnels Transit-O sont déployés en orbite entre 1964 et 1988. Deux petites sous-séries, TRIAD (1972-1976) et NOVA (1981-1984)sont développées pour mettre au point de nouveaux systèmes de propulsion et de contrôle d'attitude.

### Prototypes: les Transit 1, 2, 3, 4 et 5
Plusieurs satellites expérimentaux tout d'abord destinés à tester chacun des équipements embarqués puis à mettre au point les satellites de série sont développés et testés entre 1959 et 1964.
- Les deux satellites Transit-1 d'une masse de 191 kilogrammes sont de forme sphérique. L'énergie est fournie par des cellules solaires. Ils sont utilisés pour mettre au point le processus de correction de la réfraction ionosphérique et teste une méthode de stabilisation de l'orientation reposant sur l'utilisation d'aimants[18].
- Le satellite Transit 2A similaire dans sa structure à Transit 1 emporte un instrument de mesure du rayonnement cosmique, un capteur infrarouge pour mesure la vitesse de rotation du satellite en orbite avant que celleci soit annulée et des capteurs de température. Sa masse est de 101 kg[19].
- Les deux satellites Transit 3 permettent de tester la réception des éphémérides dans une mémoire embarquée d'une capacité de 384 bits et l'émission par le satellite de ces éphémérides vers le récepteur par modulation de la fréquence. Leur lasse es de 113 kilogrammes[20].
- Les deux satellites Transit 4 sont cylindriques (cylindre à 22 faces) ce qui permet d'ajouter des cellules solaires et de disposer de plus d'énergie. Les deux satellites sont utilisés pour mesurer les variations du champ gravitationnel terrestre. Le deuxième exemplaire dispose d'un Générateur thermoélectrique à radioisotope SNAP 3. Haut de 109 centimètres pour un diamètre de 79 centimètres leur masse est respectivement de 79 et 86 kg[21].
- Le satellite expérimental TRAAC (Transit Research and Attitude Control) est développé et lancé pour tester la technique de stabilisation par gradient de gravité. Il emporte également un instrument de mesure des neutrons de l'environnement ainsi que des cellules solaires expérimentales. Il teste également différentes innovations. Sa masse est de 109 kg[22].

Les satellites suivants préfigurent les satellites opérationnels qui doivent être lancés par une fusée Scout beaucoup moins puissante que les Thor Ablestars utilisés jusque là. Ils sont donc fortement allégés.
- Les trois satellites Transit 5A testent de nouvelles techniques de déploiement des panneaux solaires et de séparation du satellite avec sa fusée[23].
- Les trois satellites Transit 5B ont recours à l'énergie nucléaire (Générateur thermoélectrique à radioisotope SNAP 9A fournissant 26,8 watts) sont lancés en 1963-1964 et cette source d'énergie produit d'excellents résultats[24].
- Les cinq satellites Transit 5E similaires aux Transit 5A emportent une série d'instruments pour collecter des données sur l'environnement spatial de l'orbite des futurs satellites opérationnels (mesure des variations des flu des protons et d'électrons au-dessus d'un certan seuil d'énergie) ainsi que sur le comportement de l'électronique et des panneaux solaires exposées aux radiations et sur l'efficacité des isolants thermiques. Ces satellites emportent trois détecteurs omnidirectionnels de particules, un spectromètre à électron et un spectromètre à proton. Leur masse est de 59 kg[25].

### Satellites de série Transit-O
Le satellite opérationnel Transit-O est un petit satellite de 59 kilogrammes dont 8 kilogrammes pour l'adaptateur qui reste solidaire du dernier étage du lanceur. Il est stabilisé 3 axes par gradient de gravité mais ne dispose d'aucun moyen actif pour compenser les forces de trainée ou la dérive de son orbite. Aussi les éphémérides qu'il diffuse doivent être actualisées toutes les 16 heures. La charge utile est constituée par un émetteur radio émettant sur deux fréquences 149,99 et 399,97 MHz avec une puissance respectivement de 2 watts et de 1 watt. Le satellite dispose d'une mémoire de masse de 24960 bits qui est mise à jour deux fois par jour par une station d'injection. Quatre panneaux solaires longs de 168 centimètres pour 25,4 centimètres de large sont déployés en orbite ; ils fournissent une énergie de 45 watts en moyenne, stockée dans une batterie batterie nickel-cadmium de 12 A-h. Le corps du satellite a la forme d'un prisme octogonal de 45,7 centimètres de côté et de 25,4 centimètres de haut. Les panneaux solaires déployés portent son envergure à 4,05 mètres. Le système de stabilisation par gradient de gravité est constitué par une perche longue de 22,86 mètres déployée en orbite qui porte à son extrémité une masse de 1,36 kilogrammes. Des aimants sont utilisés pour orienter le satellite préalablement au déploiement de la perche. Le satellite est mis en rotation au cours de son lancement (pour stabiliser l'orientation durant le fonctionnement des étages du lanceur). Une fois en orbite la rotation est annulée par un yoyo. La température de la batterie et des instruments est maintenue à 21°C par des systèmes passifs.

### Sous-série TRIAD
Trois satellites expérimentaux TRIAD emportant le système DISCOS de compensation de trainées sont développés dans deux versions :
L'électronique est durcissant et plus compacte. L'énergie est fournie par un générateur thermoélectrique à radioisotope SNAP produisant 30 watts ainsi que des cellules solaires. Le premier exemplaire dispose d'un système DISCOS (Disturbance Compensation System) particulier développé par l'université Stanford. Ce dispositif est chargé d'annuler les forces de trainée produites par l'atmosphère résiduelle. Pour mesure cette force il utilise une masselotte mise en suspension par un champ magnétique et placée dans une cage blindée qui le protège de la pression des photons solaires et de l'atmosphère résiduelle. La cage est par contre soumise à ses forces ce qui modifie la distance entre la masselotte et les parois. Ces variations sont détectées par des capteurs optiques et compensés par six moteurs à plasma pulsé expulsant du fréon 14 et fonctionnant dans la direction de déplacement du satellite. La stabilisation le long des autres axes est assurée par gradient de gravité comme pour les satellites Oscar. Toutefois les masses sont distribuées différemment : la perche longue de 7,47 mètres et fixée au satellite comporte à son autre extrémité le système de production d'énergie (RTG, panneaux solaires, transformateurs électriques). A mi-distance est fixé l'équipement DISCOS. Le dispositif de contrôle d'attitude comprend un magnétomètre fluxgate vectoriel et des capteurs solaires. Le satellite dispose d'un des premiers ordinateurs embarqués sur satellite doté d'une mémoire de 64 kilobits. Il utilise un oscillateur plus stable, une antenne hélice quadrifilaire et une propulsion à hydrazine destinée à limiter la rotation du plan orbital. L'énergie est stockée dans une batterie nickel-cadmium. La masse du satellite est de 93,9 kg.
Les deux autres satellites TRIAD (TIPS 1 et TIPS 2) utilisent un système DISCOS plus simple et disposent d'un moteur-fusée à ergols liquides pour corriger son orbite. L'ensemble propulsif comprend un réservoir contenant 27,2 kg d'hydrazine qui est mis sous pression par de l'hélium. Le réservoir d'hydrazine est placé à l'extrémité de la perche assurant la stabilisation par gradient de gravité. Le système DISCOS est, contrairement au premier exemplaire du satellite, fixé sur le corps du satellite. Les petits propulseurs à plasma expulsent du téflon. La masse totale du satellite est de 160 kg dont 7,26 kg pour l'adaptateur qui reste attaché au dernier étage du lanceur.

### Sous-série NOVA
Les trois satellites Nova reprennent les améliorations des deux derniers satellites TRIAD auxquelles s'ajoutent un système d'amortissement des mouvements à l'aide d'un aimant et le renforcement de la perche du système de stabilisation par gradient de gravité. La perche du système de stabilisation par gradient de gravité est longue de 6 mètres. La masse de chaque satellite est de 170 kilogrammes .

## Récepteurs Transit

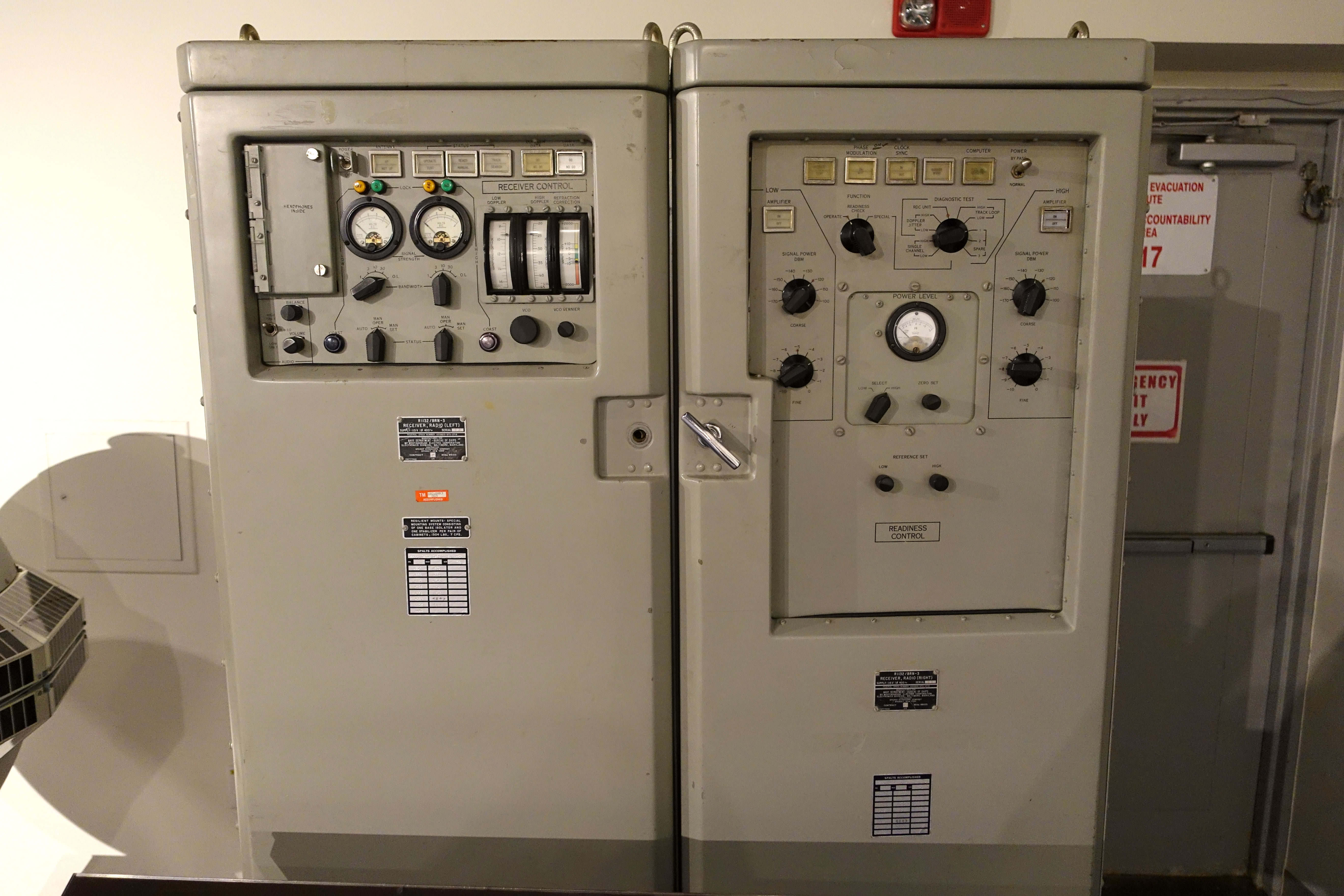
Récepteur radio de l'équipement Transit installé à bord des sous-marins nucléaires américains.

Les premiers utilisateurs du système Transit sont les sous-marins lanceurs d'engins "Polaris" de la marine de guerre américaine. Ils sont équipés avec des récepteurs fournis par les sociétés ITT-Federal Labs et Magnavox. APL développe des récepteurs moins couteux (désignation AN/SRN-9) pour équiper les navires de surface et les sous-marins d'attaque de la marine américaine. Pour cette même flotte APL initialise le développement d'un système plus simple monocanal (sans la correction de la réfraction de l'ionosphère) qui est répertorié AN/SRN-19. Le but est d'abaisser le cout à 20 000 US$ malgré le fait que ce soit une petite série. 250 appareils de ce type sont construits par Naval Electronics Systems Command. C'est le début d'un abaissement des couts qui est par ailleurs favorisée par l'ouverture du système à l'activité civile des pays alliés des États-Unis. En 1982 près d'une quinzaine de sociétés produisent des récepteurs Transit et une centaine de milliers d'appareils (en cumulé) sont construits au début des années 1990. Le cout des modèles les plus simples qui est de 3000 US$ en 1984 tombe à 1000 US$ en 1990 (10 000 US$ pour les modèles bicanaux). Les modèles de ITT sont commercialisés par sa filiale LCT en France. Les premiers systèmes sont livrés à des grandes entreprises pétrolières pour la navigation des super-tankers et le positionnement des plateformes de forage off-shore. En France, le système SYLOSAT (Système de localisation par satellites) comprenait les récepteurs radio, les calculateurs et le logiciel pour la détermination du point à partir des signaux TRANSIT. Les résultats étaient imprimés ou affichés sur tubes Nixie ,.

## Le successeur de Transit: le système NAVSTAR-GPS
Avant même le démarrage opérationnel du système Transit, des projets visant à fournir une position plus précise émergent. En effet le système Transit présente plusieurs limitations :
- il faut parfois plusieurs heures pour disposer d'une position et entre deux positions il faut recourir à une estimation ;
- il est perturbé lorsque les conditions météorologiques sont mauvaises,
- il n'est pas utilisable par les engins se déplaçant à grande vitesse comme des fusées et des avions.

Le lancement d'un plus grand nombre de satellites Transit pour réduire le délai avant un calcul de position n'est pas possible car il entrainerait le brouillage des signaux émis par les satellites entre eux.
L'armée de l'Air américaine développe à compter de 1963 le système 621B dont l'objectif est de fournir une position, de manière continue, dans les trois dimensions (donc avec l'altitude). Le système repose sur la mesure du temps d'arrivée de signaux radio émis par différents satellites dont la position est connue avec précision. En calculant les distances entre le récepteur et les différents satellites la position peut être déduite. Le système est testé avec des ballons et démontre en 1972 qu'il peut permettre d'obtenir une précision de 16 mètres.
De son côté l'US Navy développe à compter de 1964 le programme TIMATION (en) dont l'objectif est d'améliorer la précision de la mesure du temps grâce à la synchronisation de l'horloge du satellite avec une horloge maitresse située à Terre et de l'horloge du récepteur avec celle du satellite. Deux satellites TIMATION sont lancés en 1964 et 1967. Dans le cadre du programme une horloge atomique pouvant être installée sur un satellite est construite et testée. En parallèle l'APL fait évoluer le système Transit pour améliorer ses performances. L'Armée de Terre développe de son côté le projet SECOR (Sequential Correlation of Range). Alors que TIMATION repose sur une constellation de 21 à 27 satellites sur une orbite moyenne, le système 627B s'appuie sur 20 satellites en orbite synchrone inclinée.
Le département de la Défense crée en 1968 un comité réunissant des représentants des trois armes pour coordonner leurs projets respectifs. Après plusieurs années de débat le projet TIMATION et le système 621B sont fusionnés en avril 1973 donnant naissance au programme NAVSTAR-GPS. L'Armée de l'Air est désignée comme maitre d'ouvrage principal. Le système de positionnement résultant combine les meilleurs aspects des deux projets : la structure du signal radio et les fréquences du système 621B et les orbites de la proposition de TIMATION. L'emport d'une horloge atomique embarquée sur les satellites, caractéristique commune aux deux projets, est retenu. Deux satellites destinés à tester le système, en particulier les horloges atomiques, sont lancés en 1974 (NTS-1) et 1977 (NTS-2). Le projet NAVSTAR-GPS est lancé de manière formelle fin 1973 et devient opérationnel en 1996.

## Liste des satellites Transit
| Nom                                             | Date de lancement  | Base de lancement     | Orbite                    | Lanceur                | identifiant COSPAR | Remarques                                                                                              |
| ----------------------------------------------- | ------------------ | --------------------- | ------------------------- | ---------------------- | ------------------ | --- |
| Prototypes                                      |                    |                       |                           |                        |                    | |
| Transit 1A                                      | 17 septembre 1959  | Cape Canaveral LC-17A |                           | Thor-DM18 Able-2 (mod) |                    | échec au lancement, masse 119 kg                                                                       |
| Transit 1B                                      | 13 avril 1960      | Cape Canaveral LC-17B | 373 km × 748 km, 51,28°   | Thor-DM21 Able-Star    | 1960-003B          | masse 121 kg, lancé avec Solrad Model, un simulateur de masse                                          |
| Transit 2A                                      | 22 juin 1960       | Cape Canaveral LC-17B | 628 km × 1 047 km, 66,69° | Thor-DM21 Able-Star    | 1960-007A          | masse 101 kg, lancé avec Solrad 1                                                                      |
| Transit 2B                                      |                    |                       |                           |                        |                    | non lancé                                                                                              |
| Transit 3A                                      | 30 novembre 1960   | Cape Canaveral LC-17B |                           | Thor-DM21 Able-Star    |                    | échec du lancement Solrad 2, masse 91 kg                                                               |
| Transit 3B                                      | 22 février 1961    | Cape Canaveral LC-17B | 150 km × 847 km, 28,36°   | Thor-DM21 Able-Star    | 1961-007A          | lancé avec LOFTI-1 (en) (échec après la séparation)                                                    |
| Transit 4A                                      | 29 juin 1961       | Cape Canaveral LC-17B | 881 km × 998 km, 66,81°   | Thor-DM21 Able-Star    | 1961-015A          | lancé avec Injun 1, Solrad 3, masse 79 kg, générateur radio-isotopique SNAP-3A                         |
| Transit 4B                                      | 15 novembre 1961   | Cape Canaveral LC-17B | 956 km × 1 106 km, 32,4°  | Thor-DM21 Able-Star    | 1961-031A          | lancé avec TRAAC, masse 86 kg, générateur radio-isotopique SNAP-3                                      |
| TRAAC                                           | 15 novembre 1961   | Cape Canaveral LC-17B | 956 km × 1 106 km, 32,4°  | Thor-DM21 Able-Star    | 1961-031B          | lancé avec Transit 4B, masse 109 kg, Premier test du système de stabilisation par gradient de gravité. |
| Transit 5A-1                                    | 19 décembre 1962   | Vandenberg SLC-5      |                           | Scout-X3               | 1962-071A          | retombe sur Terre après un jour, masse 61 kg                                                           |
| Transit 5A-2                                    | 5 avril 1963       | Vandenberg SLC-5      |                           | Scout-X3               |                    | échec au lancement                                                                                     |
| Transit 5A-3                                    | 16 juin 1963       | Vandenberg SLC-5      |                           | Scout-X3               | 1963-022A          | masse 55 kg                                                                                            |
| Transit 5B-1                                    | 28 septembre 1963  | Vandenberg SLC-2E     |                           | Thor-DSV2A Able-Star   | 1963-038B          | lancé avec Transit 5E-1, masse 70 kg, générateur radio-isotopique SNAP-9A                              |
| Transit 5B-2                                    | 5 décembre 1963    | Vandenberg SLC-2E     |                           | Thor-DSV2A Able-Star   | 1963-049B          | lancé avec Transit 5E-2                                                                                |
| Transit 5B-3                                    | 21 avril 1964      | Vandenberg SLC-2E     |                           | Thor-DSV2A Able-Star   |                    | échec au lancement avec Transit 5E-3, masse 75 kg                                                      |
| Transit 5C-1 (Transit 9, OPS 4412)              | 3 juin 1964        | Vandenberg SLC-5      |                           | Scout-X4               | 1964-026A          | masse 54 kg                                                                                            |
| Transit 5C-2                                    |                    |                       |                           |                        |                    | non lancé                                                                                              |
| Satellites opérationnels                        |                    |                       |                           |                        |                    | |
| Transit O-1 (NNS 30010, OPS 5798)               | 6 octobre 1964     | Vandenberg SLC-2W     |                           | Thor-DSV2A Able-Star   | 1960-003B          | lancé avec Dragsphere 1 et 2, masse 60 kg                                                              |
| Transit O-2 (NNS 30020, OPS 6582)               | 13 décembre 1964   | Vandenberg SLC-2W     |                           | Thor-DSV2A Able-Star   | 1960-003B          | lancé avec Transit 5E-5                                                                                |
| Transit O-3 (NNS 30030, OPS 7087)               | 11 mars 1965       | Vandenberg SLC-2E     |                           | Thor-DSV2A Able-Star   | 1965-017A          | lancé avec SECOR 2                                                                                     |
| Transit O-4 (Transit 5B-6, NNS 30040, OPS 8480) | 24 juin 1965       | Vandenberg SLC-2E     |                           | Thor-DSV2A Able-Star   | 1965-048A          | |
| Transit O-5 (Transit 5B-7, NNS 30050, OPS 8464) | 13 août 1965       | Vandenberg SLC-2E     |                           | Thor-DSV2A Able-Star   | 1965-065F          | lancé avec Tempsat-1 (en), Long Rod, SURCAL (en) 5, Calsphere 2, Dodecapole 2                          |
| Transit O-6 (NNS 30060, OPS 1509)               | 22 décembre 1965   | Vandenberg SLC-5      |                           | Scout-A                | 1965-109A          | masse 60 kg                                                                                            |
| Transit O-7 (NNS 30070, OPS 1593)               | 28 janvier 1966    | Vandenberg SLC-5      |                           | Scout-A                | 1966-005A          | masse 50 kg, retombe sur Terre après quelques semaines                                                 |
| Transit O-8 (NNS 30080, OPS 1117)               | 26 mars 1966       | Vandenberg SLC-5      |                           | Scout-A                | 1966-024A          | masse 50 kg                                                                                            |
| Transit O-9 (NNS 30090, OPS 0082)               | 19 mai 1966        | Vandenberg SLC-5      |                           | Scout-A                | 1966-024A          | |
| Transit O-10 (NNS 30100, OPS 2366)              | 18 août 1966       | Vandenberg SLC-5      |                           | Scout-A                | 1966-076A          | masse 58 kg                                                                                            |
| Transit O-11 (NNS 30110)                        | 1977-106A          |                       |                           |                        |                    | transformé en Transat                                                                                  |
| Transit O-12 (NNS 30120, OPS 0100)              | 14 avril 1967      | Vandenberg SLC-5      |                           | Scout-A                | 1967-034A          | masse 60 kg                                                                                            |
| Transit O-13 (NNS 30130, OPS 7218)              | 18 mai 1967        | Vandenberg SLC-5      |                           | Scout-A                | 1967-048A          | masse 60 kg                                                                                            |
| Transit O-14 (NNS 30140, OPS 4947)              | 25 septembre 1967  | Vandenberg SLC-5      |                           | Scout-A                | 1967-092A          | masse 60 kg                                                                                            |
| Transit O-15 (NNS 30150)                        |                    |                       |                           |                        |                    | transformé en Wideband (P76-5)                                                                         |
| Transit O-16 (NNS 30160)                        |                    |                       |                           |                        |                    | transformé en HILAT (P83-1)                                                                            |
| Transit O-17 (NNS 30170)                        |                    |                       |                           |                        |                    | transformé en Polar Bear (P87-1)                                                                       |
| Transit O-18 (NNS 30180, OPS 7034)              | 2 mars 1968        | Vandenberg SLC-5      |                           | Scout-A                |                    | |
| Transit O-19 (NNS 30190)                        | 27 août 1970       | Vandenberg SLC-5      |                           | Scout-A                | 1970-067A          | |
| Triad 1 (TIP-1)                                 | 2 septembre 1972   | Vandenberg SLC-5      |                           | Scout-B1               | 1972-069A          | |
| Transit O-20 (NNS 30200)                        | 30 octobre 1973    | Vandenberg SLC-5      |                           | Scout-A                | 1973-081A          | masse 58 kg                                                                                            |
| Transit O-21 (NNS 30210)                        |                    |                       |                           |                        |                    | non lancé                                                                                              |
| Transit O-22 (NNS 30220)                        |                    |                       |                           |                        |                    | non lancé, détruit durant un test au sol                                                               |
| Triad 2 (TIP-2)                                 | 11 octobre 1975    | Vandenberg SLC-5      |                           | Scout-D1               | 1975-099A          | |
| Triad 3 (TIP-3)                                 | 1er septembre 1976 | Vandenberg SLC-5      |                           | Scout-D1               | 1976-089A          | |
| Transat (Transit O-11, NNS 30110)               | 27 octobre 1977    | Vandenberg SLC-5      |                           | Scout-D1               | 1977-106A          | |
| Nova 1 (NNS 30480)                              | 25 mai 1981        | Vandenberg SLC-5      |                           | Scout-G1               | 1981-044A          | masse 170 kg                                                                                           |
| Nova 3 (NNS 30500)                              | 11 octobre 1984    | Vandenberg SLC-5      |                           | Scout-G1               | 1984-110A          | masse 165 kg, moteur à plasma pulsé                                                                    |
| Transit O-24 (NNS 30240, SOOS 1A)               | 3 août 1985        | Vandenberg SLC-5      |                           | Scout-G1               | 1985-066B          | masse 55 kg                                                                                            |
| Transit O-30 (NNS 30300, SOOS 1B)               | 3 août 1985        | Vandenberg SLC-5      |                           | Scout-G1               | 1985-066B          | |
| Transit O-27 (NNS 30270, SOOS 2A)               | 16 septembre 1987  | Vandenberg SLC-5      |                           | Scout-G1               | 1987-080A          | renommé NIMS 27                                                                                        |
| Transit O-29 (NNS 30290, SOOS 2B)               | 16 septembre 1987  | Vandenberg SLC-5      |                           | Scout-G1               | 1987-080B          | renommé NIMS 29                                                                                        |
| Transit O-23 (NNS 30230, SOOS 3A)               | 26 avril 1988      | Vandenberg SLC-5      |                           | Scout-G1               | 1988-033B          | renommé NIMS 23                                                                                        |
| Transit O-25 (NNS 30250, SOOS 4A)               | 25 août 1988       | Vandenberg SLC-5      |                           | Scout-G1               | 1988-074B          | renommé NIMS 25                                                                                        |
| Transit O-26 (NNS 30260)                        |                    |                       |                           |                        |                    | non lancé                                                                                              |
| Transit O-28 (NNS 30280)                        |                    |                       |                           |                        |                    | non lancé                                                                                              |
| Transit O-31 (NNS 30310, SOOS 4B)               | 25 août 1988       | Vandenberg SLC-5      |                           | Scout-G1               | 1988-074B          | renommé NIMS 31, masse 59 kg                                                                           |
| Transit O-32 (NNS 30320, SOOS 3B)               | 26 avril 1988      | Vandenberg SLC-5      |                           | Scout-G1               | 1988-033A          | renommé NIMS 32, masse 64 kg                                                                           |
| Nova 2 (NNS 30490)                              | 16 juin 1988       | Vandenberg SLC-5      |                           | Scout-G1               | 1988-052A          | masse 174 kg, moteur à plasma pulsé                                                                    |